# L'uomo di Aran
L'uomo di Aran (Man of Aran) è un film drammatico o documentario poetico del 1934 di Robert J. Flaherty

## Trama
È la storia di una famiglia di pescatori che vive su una delle isole di Aran in Irlanda. In una terra inospitale e dura viene descritta la vita di persone forti e indipendenti abituate a lottare contro gli elementi della natura e a rispettarla. La famiglia, composta da padre, madre e figlio, riproduce fatti, parole e gesti tradizionali e antichi, ripresi dal regista con un piglio da antropologo, sempre pronto a sciogliersi in una struttura drammatica, nella quale i personaggi acquistano la dimensione eroica, pur restando esseri umili.
Tra gli avvenimenti più emblematici vi sono la caccia agli squali, la tempesta che quasi travolge la barca del protagonista e la vita all'interno della capanna.

## Riconoscimenti
- 2ª Mostra internazionale d'arte cinematografica di Venezia: Coppa Mussolini al miglior film straniero[2]
- National Board of Review Awards 1934: miglior film straniero

## Citazioni
L'opera è citata con titolo ed autore corretti nel film Il secondo tragico Fantozzi (1976), dove figura nell'elenco dei film d'autore proposti nel cineforum aziendale. In tale occasione, viene attribuita al lungometraggio una durata spropositata, pari a "nove tempi".

## Edizioni Home Video
Sul mercato italiano sono uscite solo due edizioni Home video del film in DVD: la prima venne distribuita da Puntozero/Koch Media.